# Karl von Rheinbaben
Karl Heinrich Traugott Freiherr von Rheinbaben (* 1. November 1781 in Soldin; † 3. Mai 1843 in Neisse) war ein preußischer Generalleutnant sowie Herr auf Reichenau und Kanonikus des Kollegialstifts St. Peter und Paul in Halberstadt.

## Leben

### Herkunft
Das Geschlecht Rheinbaben erhielt 1736 durch den sachsen-weimarischen Kanzler Georg Wilhelm von Rheinbaben, den Reichsfreiherrenstand. Heinrich war der Sohn des preußischen Kapitäns a. D., zuletzt Chef der Invalidenkompanie des Infanterieregiments „von Crousaz“, Kaspar Heinrich von Rheinbaben (1743–1809) und dessen Ehefrau Karoline Sophie, geborene Rolla du Rosey († 1793).

### Militärkarriere
Rheinbaben trat am 1. November 1795 als Junker in das Leib-Husarenregiment der Preußischen Armee ein und avancierte bis Mitte April 1803 zum Sekondeleutnant. Während des Vierten Koalitionskrieges nahm er an den Kämpfen bei Letzlingen und Gadebusch teil, konnte sich bei Criewitz auszeichnen und wurde nach der Kapitulation von Ratekau am 22. November 1806 inaktiv gestellt.
Nach dem Frieden von Tilsit kam Rheinbaben im Februar 1808 zum Brandenburgischen Husaren-Regiment und war ab dem 20. Juni 1808 bei den Eskadronen in Pommern tätig. Ende April 1809 dimittierte er als Rittmeister mit der Erlaubnis zum Tragen seiner Armeeuniform. Im Vorfeld der Befreiungskriege kehrte Rheinbaben zur Armee zurück und wurde am 18. Mai 1813 zunächst als Premierleutnant dem Brandenburgischen Husaren-Regiment aggregiert. Am 19. September 1813 wurde er in die Adjutantur versetzt und fungierte dort als Adjutant von Oberst von Hobe. Während des Krieges kämpfte er in den Gefechte bei Wittstock, Hertzogenbusch, Oudenarde, Courtray, Soissons, Wavre, Namur als auch in den Schlachten bei Großbeeren, Dennewitz, Leipzig und Ligny. Für Neuß erhielt Rheinbaben das Eiserne Kreuz II. Klasse und für Belle Alliance das Kreuz I. Klasse. 
Am 21. Februar 1815 folgte seine Beförderung zum Rittmeister und 6. März 1815 kam Rheinbaben als Adjutant zum nunmaligen Generalmajor von Hobe, der jetzt Kommandeur der Reservekavallerie des III. Armee-Korps war. In dieser Stellung wurde er am 2. Oktober 1815 Major und war ab dem 29. November 1816 Adjutant bei der Truppenbrigade in Posen. Am 6. März 1817 stellte man ihn zur Disposition des Generalstabes in Berlin. Rheinbaben wurde am 30. März 1819 in den Großen Generalstab einrangiert. Sein Stabsoffiziersgehalt lag ab Mai 1819 bei 1900 Talern jährlich. Am 12. April 1822 wurde er Sektionschef eines Kriegstheaters im Großen Generalstab und im Jahr 1825 mit dem Dienstkreuz ausgezeichnet. Ende März 1828 wurde er zum Chef des Generalstabes des IV. Armee-Korps ernannt und ein Jahr später mit Patent vom 10. April 1829 zum Oberstleutnant befördert. Am 18. Januar 1830 bekam er den Johanniterorden und trat am 5. April 1830 als Chef des Generalstabes zum VI. Armee-Korps über. Rheinbaben wurde dann wieder in den Felddienst versetzt, am 30. März 1831 zum Kommandeur des 7. Husaren-Regiments ernannt und am 30. März 1832 zum Oberst befördert. Anlässlich der Revue von Kalisch erhielt Rheinbaben durch Kaiser Nikolaus I. den Orden der Heiligen Anna II. Klasse. Am 30. März 1838 übernahm er das Kommando der 12. Kavallerie-Brigade in Neisse und wurde am 7. April 1838 dem 7. Husaren-Regiment aggregiert. Am 30. März 1839 erfolgte seine Beförderung zum Generalmajor. In dieser Eigenschaft verlieh ihm König Friedrich Wilhelm IV. am 12. September 1841 den Roten Adlerorden II. Klasse mit Eichenlaub. Krankheitshalber schied Rheinbaben am 15. März 1843 mit dem Charakter als Generalleutnant und Pension aus dem Militärdienst. Er starb bereits am 3. Mai 1843 in Neisse und wurde auf dem Friedhof an der Ziegel-Barriere beigesetzt.
In seiner Beurteilung schrieb der Generalmajor von Barnekow: „Lebhafter Charakter, praktischer Kavallerieoffizier, voller Diensteifer, wissenschaftlich gebildet und rastlos bemüht, zum Nutzen des Allerhöchsten Dienstes tätig zu sein.“

### Familie
Rheinbaben heiratete am 20. Juli 1809 auf Kasimirsburg (Kreis Köslin) Dorothea Maria Amalie Bauck (1789–1810). Aus der Ehe ging der Sohn Theodor August Heinrich (1810–1864) hervor, der als Hauptmann seinen Abschied nahm und mit Josepha Baby verheiratet war.
Nach dem Tod seiner ersten Frau heiratete Rheinbaben am 29. Januar 1812 in Treppln (Kreis Guben) Adelheide Wilhelmine Helen von Zychlinski (1787–1855). Das Paar hatte zwei Kinder:
- Albert (1813–1880), preußischer General der Kavallerie ⚭ Natalie von Mandelsloh (1829–1906)
- Maria (1817–1909) ⚭ Fedor von Winckler (1813–1895), preußischer Generalleutnant